# Емтланд (провинция)
Емтланд (швед. Jämtland) — историческая провинция Швеции, расположенная в регионе Норрланд.

Неофициальный флаг Емтланда

## География
Емтланд граничит на севере с Лаппландом, на западе с Норвегией, на юге с Херьедаленом, а с востока — с Медельпадом и Онгерманландом.

## История
Изначально провинция принадлежала Норвегии, затем в её составе отошла к Дании, которая в 1645 году потеряла её в пользу Швеции по мирному договору в Бремсебре (1645).

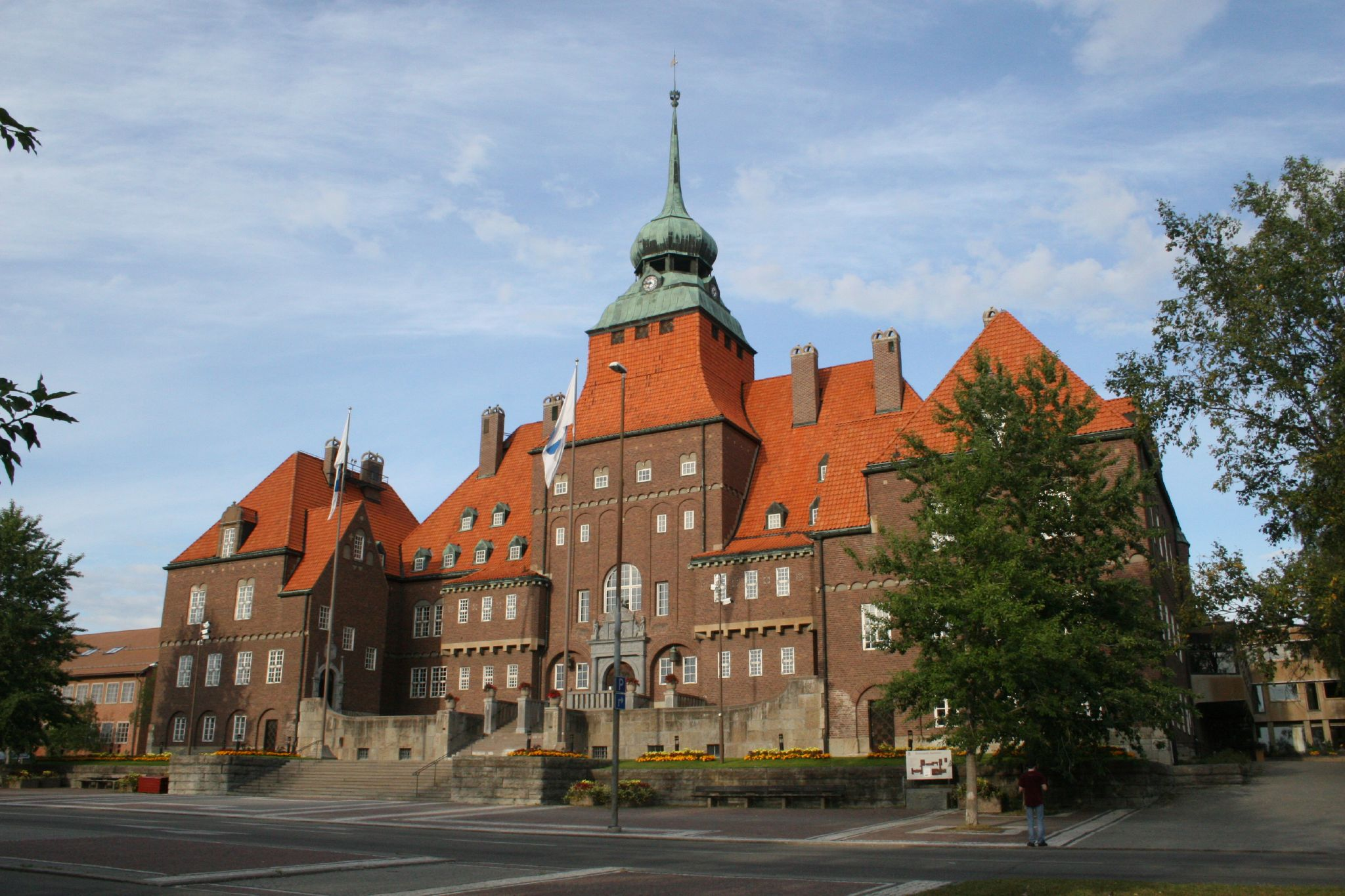
Ратуша в Эстерсунде
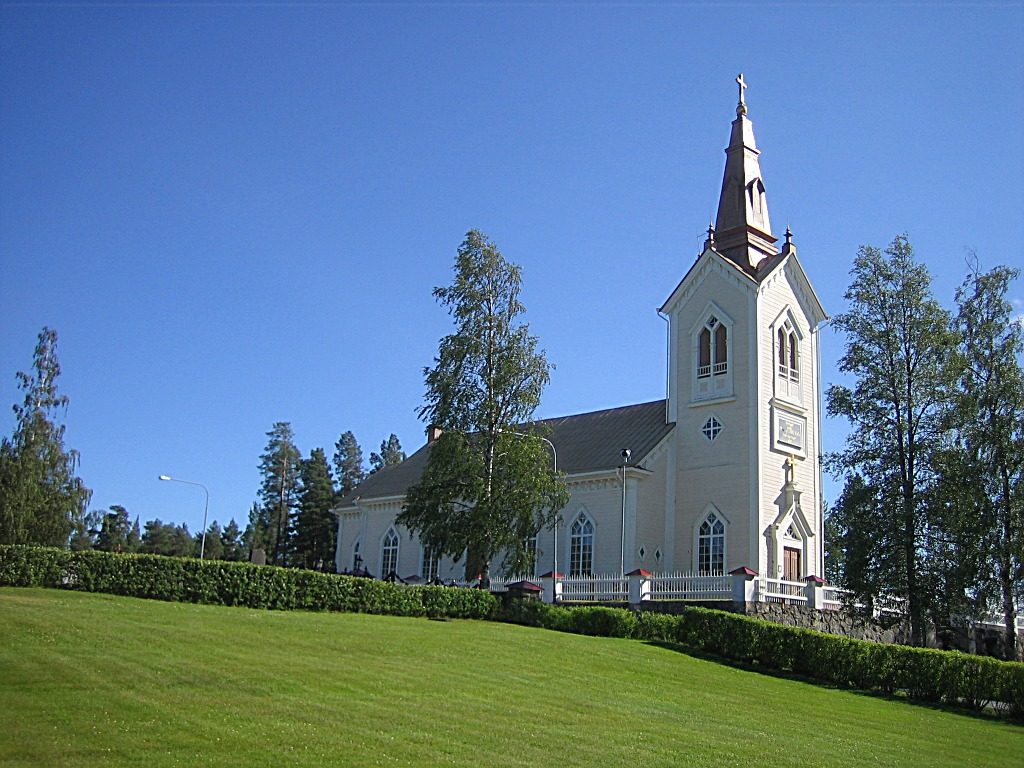
Церковь в Брекке
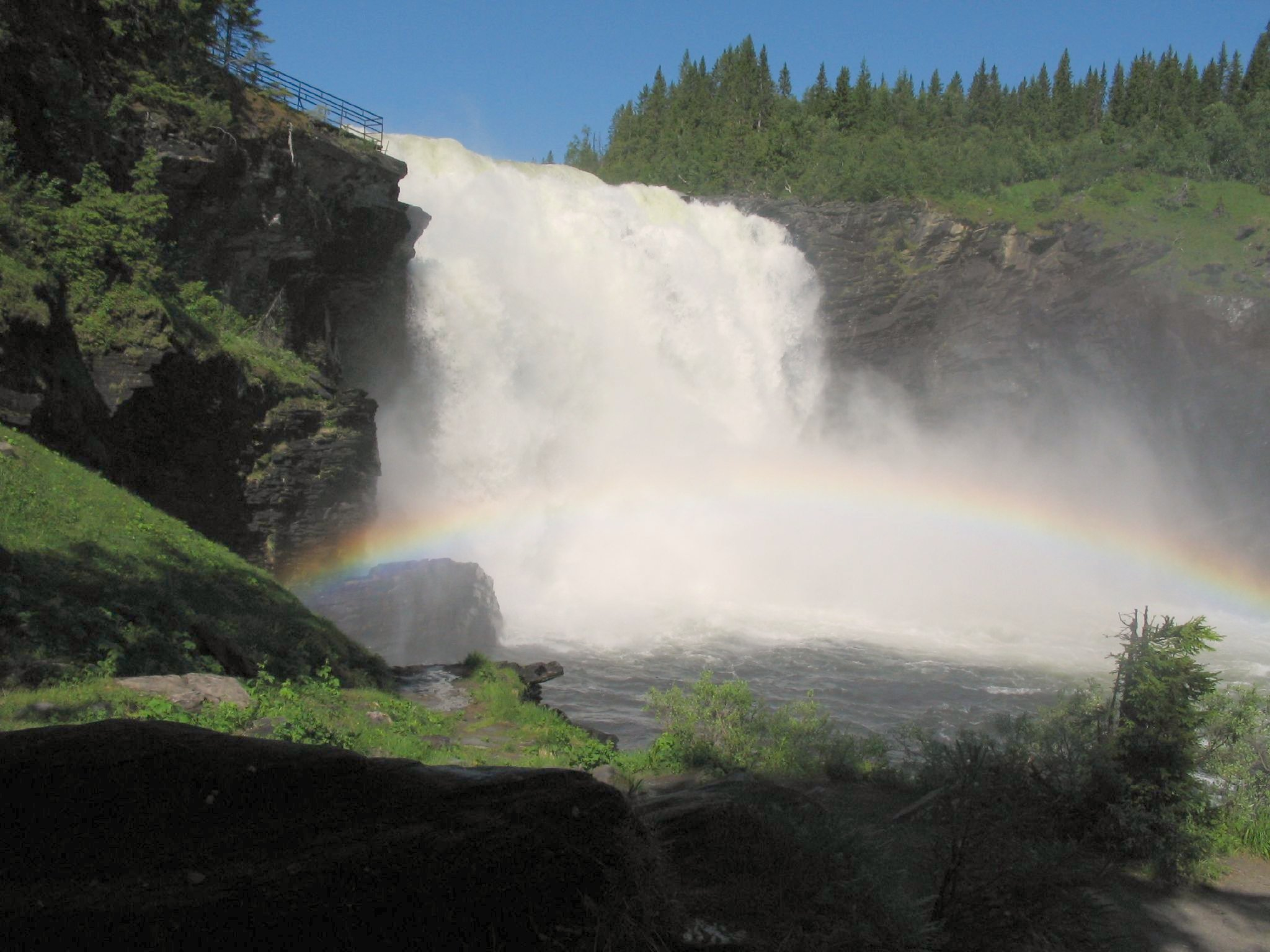
Водопад Теннфорсен
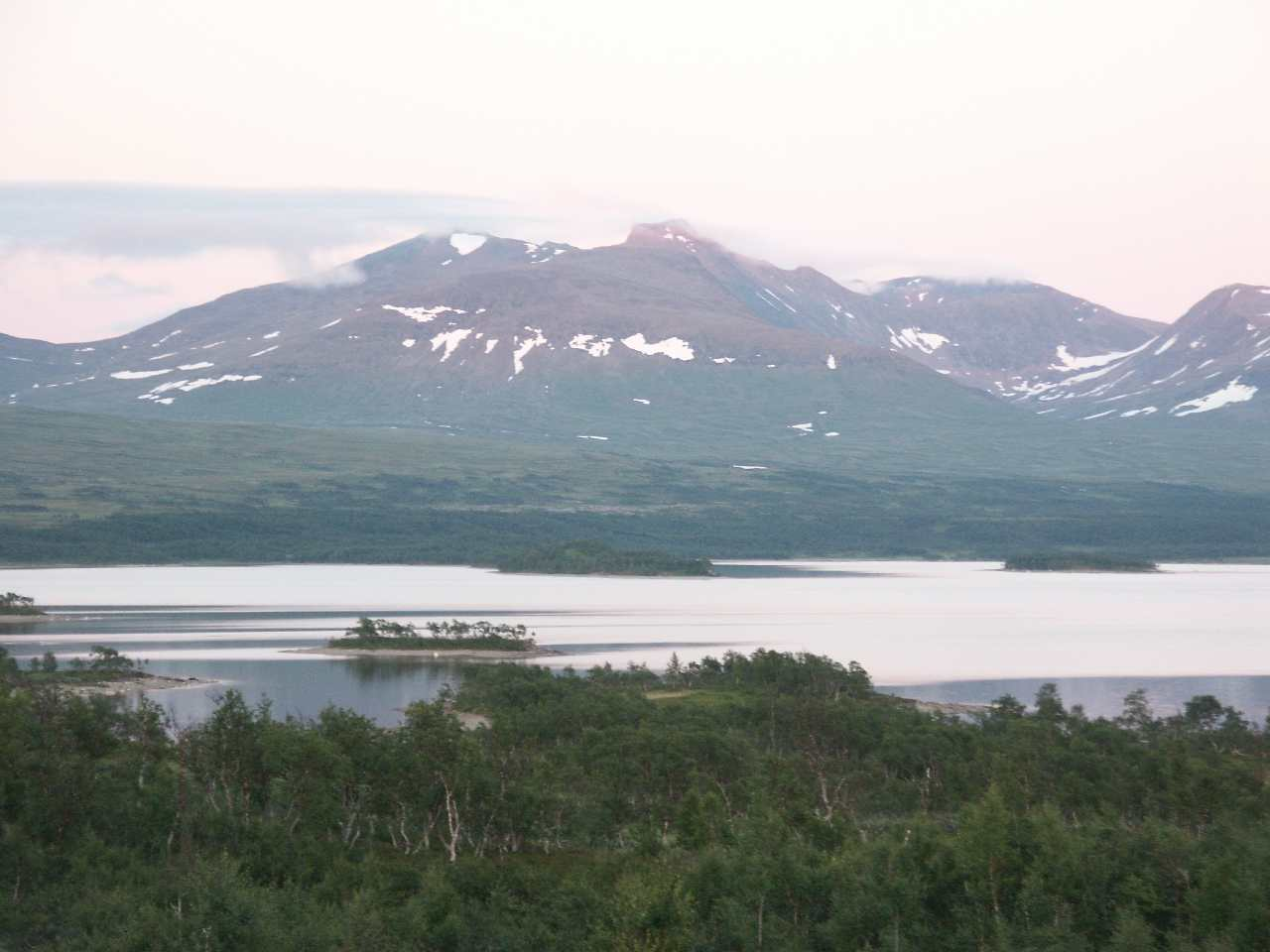
Озеро Онн